# Oulad Said
Oulad Said  (in arabo اولاد سعيد‎?) è un centro abitato e comune rurale del Marocco situato nella provincia di Settat, regione di Casablanca-Settat. Conta una popolazione di 9 271 abitanti (censimento 2014).